# Campionati mondiali di nuoto in vasca corta 2021 - 50 metri dorso femminili
La gara di nuoto dei 50 metri dorso femminili dei Campionati mondiali di nuoto in vasca corta 2021 è stata disputata il 19 e 20 dicembre presso l'Etihad Arena ad Abu Dhabi negli Emirati Arabi Uniti.
Vi hanno preso parte 61 atleti provenienti da 56 nazioni.

## Podio
| Posizione | Atleta           | Nazionalità |
| --------- | ---------------- | ----------- |
| Oro       | Margaret MacNeil | Canada      |
| Argento   | Kylie Masse      | Canada      |
| Argento   | Louise Hansson   | Svezia      |

## Programma
| Data             | Ora   | Turno      |
| ---------------- | ----- | ---------- |
| 19 dicembre 2021 | 9:36  | Batterie   |
| 19 dicembre 2021 | 19:19 | Semifinali |
| 20 dicembre 2021 | 19:12 | Finale     |

## Record
Prima della manifestazione il record del mondo e il record dei campionati erano i seguenti.
| Record mondiale       | 25"60 | Kira Toussaint Paesi Bassi | 14 novembre 2020 Budapest, Ungheria |
| Record dei campionati | 25"67 | Etiene Medeiros Brasile    | 7 dicembre 2014 Doha, Qatar         |

Durante l'evento è stato migliorato il seguente record:
| Data        | Evento | Atleta           | Nazione | Tempo | Record          |
| ----------- | ------ | ---------------- | ------- | ----- | --------------- |
| 20 dicembre | Finale | Margaret MacNeil | Canada  | 25"27 | Record mondiale |

## Risultati

### Batterie
I migliori 16 tempi accedono alle semifinali
| Pos | Batt | Corsia | Nome                    | Nazione                       | Tempo       | Note |
| --- | ---- | ------ | ----------------------- | ----------------------------- | ----------- | ---- |
| 1   | 6    | 4      | Margaret MacNeil        | Canada                        | 25.98       | Q    |
| 2   | 6    | 5      | Louise Hansson          | Svezia                        | 26.27       | Q    |
| 3   | 5    | 4      | Kylie Masse             | Canada                        | 26.30       | Q    |
| 3   | 7    | 4      | Kira Toussaint          | Paesi Bassi                   | 26.30       | Q    |
| 5   | 7    | 3      | Maaike de Waard         | Paesi Bassi                   | 26.39       | Q    |
| 5   | 7    | 5      | Analia Pigrée           | Francia                       | 26.39       | Q    |
| 7   | 5    | 3      | Simona Kubová           | Rep. Ceca                     | 26.44       | Q    |
| 8   | 6    | 3      | Silvia Scalia           | Italia                        | 26.50       | Q    |
| 9   | 7    | 2      | Hanna Rosvall           | Svezia                        | 26.52       | Q    |
| 10  | 5    | 6      | Caroline Pilhatsch      | Austria                       | 26.77       | Q    |
| 11  | 7    | 6      | Holly Barratt           | Australia                     | 26.84       | Q    |
| 12  | 6    | 1      | Mary-Ambre Moluh        | Francia                       | 27.15       | Q    |
| 13  | 5    | 2      | Danielle Hill           | Irlanda                       | 27.17       | Q    |
| 13  | 7    | 9      | Peng Xuwei              | Cina                          | 27.17       | Q    |
| 15  | 5    | 5      | Julie Kepp Jensen       | Danimarca                     | 27.25       | Q    |
| 16  | 6    | 2      | Daryna Zevina           | Ucraina                       | 27.26       | Q    |
| 17  | 7    | 7      | Ekaterina Avramova      | Turchia                       | 27.35       |      |
| 18  | 5    | 1      | Stephanie Au            | Hong Kong                     | 27.45       |      |
| 18  | 5    | 7      | Nina Stanisavljević     | Serbia                        | 27.45       |      |
| 20  | 6    | 7      | Anastasiya Kuliashova   | Bielorussia                   | 27.50       |      |
| 21  | 5    | 9      | Chloe Isleta            | Filippine                     | 27.62       |      |
| 22  | 5    | 8      | Nina Kost               | Svizzera                      | 27.87       |      |
| 23  | 7    | 8      | Laura Riedemann         | Germania                      | 28.00       |      |
| 24  | 7    | 1      | Dar'ja Ustinova         | Fed. Nuoto Russa              | 28.44       |      |
| 25  | 6    | 0      | Marie Khoury            | Libano                        | 29.13       |      |
| 26  | 4    | 7      | Sarah Szklaruk          | Cile                          | 29.16       |      |
| 27  | 6    | 9      | Ridhima Veerendrakumar  | India                         | 29.45       |      |
| 28  | 1    | 5      | Lauren Hew              | Isole Cayman                  | 29.58       |      |
| 29  | 4    | 3      | Colleen Furgeson        | Isole Marshall                | 29.76       |      |
| 30  | 4    | 4      | Nubia Adjei             | Ghana                         | 30.09       |      |
| 31  | 4    | 1      | Kimberly Ince           | Grenada                       | 30.30       |      |
| 32  | 4    | 6      | Aaliyah Palestrini      | Seychelles                    | 30.34       |      |
| 33  | 4    | 0      | Bisma Khan              | Pakistan                      | 30.37       |      |
| 34  | 4    | 8      | Salome Nikolaishvili    | Georgia                       | 30.60       |      |
| 35  | 4    | 5      | Noor Yussuf Abdulla     | Bahrein                       | 30.64       |      |
| 36  | 3    | 4      | Ganga Senavirathne      | Sri Lanka                     | 30.92       |      |
| 37  | 2    | 6      | Arianis Martínez        | Panama                        | 31.08       |      |
| 38  | 4    | 9      | Jovana Kuljača          | Montenegro                    | 31.34       |      |
| 39  | 3    | 2      | Avice Meya              | Uganda                        | 31.35       |      |
| 40  | 3    | 5      | Denise Donelli          | Mozambico                     | 31.37       |      |
| 41  | 3    | 6      | Naima Hazell            | Saint Lucia                   | 32.00       |      |
| 42  | 1    | 3      | Erina Idrizaj           | Kosovo                        | 32.04       |      |
| 43  | 2    | 1      | Kevern da Silva         | Saint Vincent e Grenadine     | 32.17       |      |
| 44  | 3    | 3      | Lindsay Barr            | Isole Vergini Americane       | 32.33       |      |
| 45  | 2    | 8      | Arleigha Hall           | Turks e Caicos                | 32.70       |      |
| 46  | 3    | 9      | Hamna Ahmed             | Maldive                       | 32.78       |      |
| 47  | 3    | 1      | Patrice Mahaica         | Guyana                        | 32.91       |      |
| 48  | 3    | 7      | Jennifer Harding-Marlin | Saint Kitts e Nevis           | 33.57       |      |
| 49  | 3    | 0      | Noelani Day             | Tonga                         | 33.75       |      |
| 50  | 2    | 2      | Shoko Litulumar         | Isole Marianne Settentrionali | 33.85       |      |
| 51  | 2    | 7      | Jourdyn Adams           | Micronesia                    | 33.95       |      |
| 52  | 2    | 3      | Daniella Nafal          | Palestina                     | 34.11       |      |
| 53  | 2    | 4      | Leena Mohamedahmed      | Sudan                         | 41.78       |      |
| 54  | 2    | 5      | Kanu Isha               | Sierra Leone                  | 44.23       |      |
| 55  | 1    | 4      | Sabrina Ikromova        | Tagikistan                    | 44.36       |      |
| -   | 3    | 8      | Ria Save                | Tanzania                      | non partite |      |
| -   | 4    | 2      | Timipame-ere Akiayefa   | Nigeria                       | non partite |      |
| -   | 5    | 0      | Lucy Hope               | Regno Unito                   | non partite |      |
| -   | 6    | 6      | Elena Di Liddo          | Italia                        | non partite |      |
| -   | 6    | 8      | Rhyan White             | Stati Uniti                   | non partite |      |
| -   | 7    | 0      | Fanny Teijonsalo        | Finlandia                     | non partite |      |

### Semifinali
I migliori 8 tempi accedono alla finale
| Pos | Batt | Corsia | Nome               | Nazione     | Tempo | Note |
| --- | ---- | ------ | ------------------ | ----------- | ----- | ---- |
| 1   | 1    | 4      | Louise Hansson     | Svezia      | 25.83 | Q    |
| 2   | 2    | 5      | Kylie Masse        | Canada      | 25.84 | Q    |
| 3   | 2    | 4      | Margaret MacNeil   | Canada      | 25.92 | Q    |
| 4   | 2    | 3      | Maaike de Waard    | Paesi Bassi | 25.97 | Q    |
| 5   | 1    | 3      | Analia Pigrée      | Francia     | 26.07 | Q    |
| 6   | 2    | 8      | Julie Kepp Jensen  | Danimarca   | 26.25 | Q    |
| 7   | 1    | 2      | Caroline Pilhatsch | Austria     | 26.29 | Q    |
| 8   | 2    | 7      | Holly Barratt      | Australia   | 26.38 | Q    |
| 9   | 2    | 2      | Hanna Rosvall      | Svezia      | 26.39 |      |
| 10  | 1    | 5      | Kira Toussaint     | Paesi Bassi | 26.43 |      |
| 11  | 1    | 6      | Silvia Scalia      | Italia      | 26.46 |      |
| 12  | 2    | 6      | Simona Kubová      | Rep. Ceca   | 26.53 |      |
| 13  | 1    | 1      | Peng Xuwei         | Cina        | 26.86 |      |
| 14  | 2    | 1      | Danielle Hill      | Irlanda     | 26.88 |      |
| 15  | 1    | 7      | Mary-Ambre Moluh   | Francia     | 27.00 |      |
| 16  | 1    | 8      | Daryna Zevina      | Ucraina     | 27.20 |      |

### Finale
| Pos. | Corsia | Atleta             | Nazionalità | Tempo | Note |
| ---- | ------ | ------------------ | ----------- | ----- | ---- |
|      | 3      | Margaret MacNeil   | Canada      | 25.27 | WR   |
|      | 5      | Kylie Masse        | Canada      | 25.62 |      |
|      | 4      | Louise Hansson     | Svezia      | 25.86 |      |
| 4    | 2      | Analia Pigrée      | Francia     | 25.96 |      |
| 5    | 6      | Maaike de Waard    | Paesi Bassi | 25.99 |      |
| 6    | 1      | Caroline Pilhatsch | Austria     | 26.05 |      |
| 7    | 8      | Holly Barratt      | Australia   | 26.18 |      |
| 8    | 7      | Julie Kepp Jensen  | Danimarca   | 26.50 |      |